# Joseph Liesganig

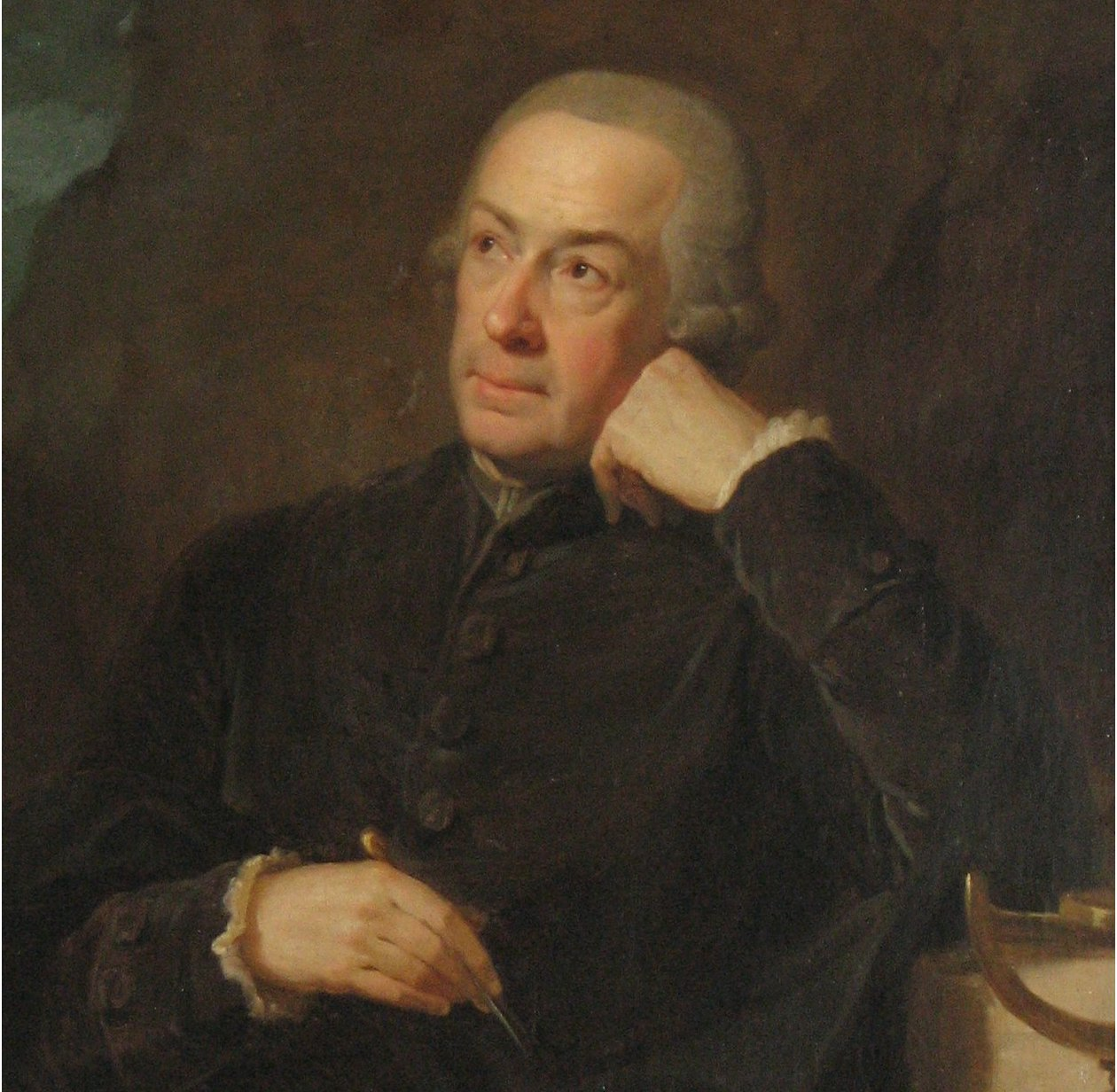
Porträt von Joseph Liesganig von Johann Baptist Lampi dem Älteren

Joseph Liesganig (* 13. Februar 1719 in Graz; † 4. März 1799 in Lemberg, Galizien) war ein österreichischer Jesuit, Theologe und Astronom. Unter Maria Theresia trug er entscheidend zur Landesvermessung und zur Metrologie bei.

## Leben
1752 wurde Pater Liesganig Mathematikprofessor an der Universität Wien. Von 1756 bis 1773 leitete er als Nachfolger von Pater Joseph Franz die Jesuitensternwarte Wien an der damaligen Universität Wien, die nach Auflösung des Jesuitenkollegs 1773 in der Universitätssternwarte Wien aufging.
1761 und 1767 beobachtete er den Venustransits von Wien aus.

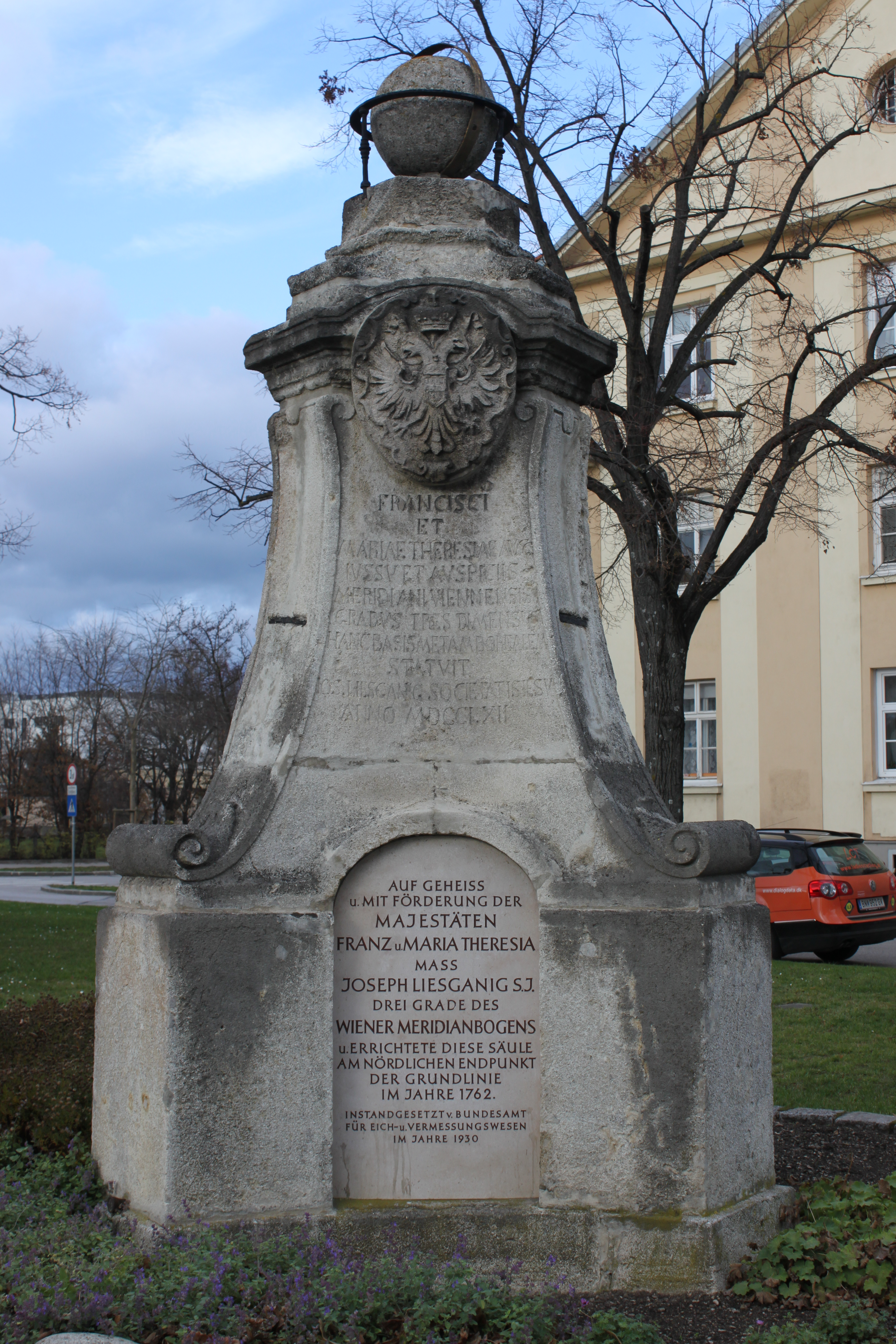
Denkmal beim Neustädter Endpunkt der Basisstrecke (Liesganigstein)

Liesganig zählt mit Rugjer Josip Bošković und Lemaine zu jenen wissenschaftlich tätigen Jesuiten, die sich intensiv mit dem Studium der Erdfigur befassten. Schon 1757 bestimmte er mit seinem 10-Fuß-Zenit-Sektor die Polhöhe Wiens. Er leitete 1761–1765 im Auftrag Kaiserin Maria Theresias die Gradmessung im Wiener Meridians, wo ein 320 km langer Meridianbogen von Brünn über Wien nach Varasdin gemessen wurde. 1766–1769 war er mit der Vermessung des ungarischen Referenzmeridians beauftragt.
Größere Vermessungs-Projekte von Liesganig liefen in Galizien und in der Steiermark.
Als Basis für die Triangulierung wählte Liesganig eine Strecke zwischen Wiener Neustadt und Neunkirchen, die heute als Wiener Neustädter Grundlinie bekannt ist. Für die Messung wurde eine Schneise durch den Föhrenwald ausgeholzt, welche danach für die Errichtung der Neunkirchner Allee genutzt wurde, was den schnurgeraden Verlauf der Allee erklärt. Der hierbei verwendete Präzisions-Maßstab von 2 Fuß Länge wurde an jenem Stab geeicht, den La Condamine bei der Gradmessung 1736–40 in Ecuador verwendet hatte. Dadurch konnte Liesganig den Übergang von Wiener Fuß bzw. Klafter zur Toise du Pérou und zum neu definierten Metermaß genauer berechnen.
Am Klafter-Urmaß von 1756 wurde die Liesganig’sche Toise vom Jahr 1760 geeicht und ergab das Verhältnis von 100 000 Toisen = 102 764 Wiener Klafter. Dieses Maß wurde dann zum Normalmaß aller späteren österreichischen Längenmaße bis 1817 und für den Kataster von Österreich-Ungarn.
Aufgrund von Liesganigs besonderem geodätischen Leistungen wurde die Sternwarte Wien Längenbezugspunkt Österreich-Ungarns, was aber später dann auf die neue Sternwarte auf der Türkenschanze übertragen wurde.